# Kanyamijima
Kanyamijima är ett vattendrag i Burundi.   Det ligger i provinsen Karuzi, i den centrala delen av landet, 110 kilometer öster om huvudstaden Bujumbura.
Omgivningarna runt Kanyamijima är en mosaik av jordbruksmark och naturlig växtlighet. Runt Kanyamijima är det ganska tätbefolkat, med 179 invånare per kvadratkilometer.